# 曲艏船
荷蘭曲艏船，是一种尼德兰人使用的小型帆船，后来英国舰队在16世纪、17世纪也广泛使用。它被设计为適用於尼德兰海岸和近海浅滩的双桅纵帆船，以斜杠帆操纵为主，具有大三角帆和小后桅。当英國伊丽莎白一世女王在1603年去世时，她的海军有31艘大型帆船，其中就有加利恩帆船和荷兰曲艏船。
荷兰曲艏船比起加利恩帆船，尺寸相当小，但它具有相當好的灵活性，武器装備有利於对海岸防衛的攻击，使得它成为1588年与西班牙无敌舰队作战舰艇中的一部分。